# Tảo thục hòa lá hẹp
Tảo thục hòa lá hẹp (danh pháp: Poa angustifolia) là một loài thực vật có hoa trong họ Hòa thảo. Loài này được L. miêu tả khoa học đầu tiên năm 1753.